# Liste der Botschafter der Vereinigten Staaten in Ecuador

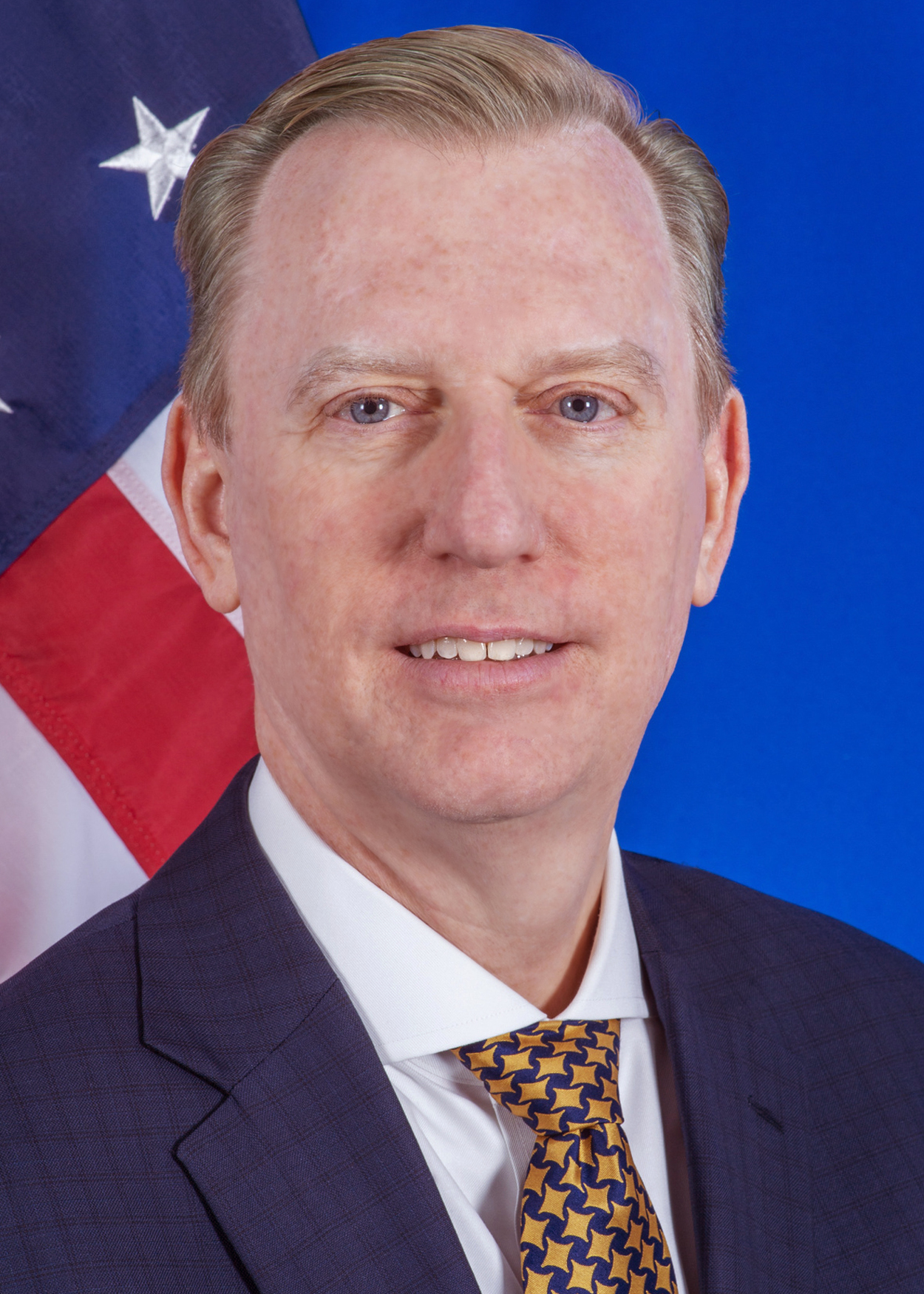
Michael J. Fitzpatrick, derzeitiger Botschafter der Vereinigten Staaten in Ecuador

Der Botschafter der Vereinigten Staaten von Amerika in Ecuador ist der bevollmächtigte Botschafter (bis 1942 Gesandter) der Vereinigten Staaten von Amerika in Ecuador.

## Botschafter
| Amtszeit  | Name                                         | Bemerkungen                                  |
| --------- | -------------------------------------------- | -------------------------------------------- |
| 1848–1849 | Van Brugh Livingston                         | Chargé d’Affaires                            |
| 1849–1850 | John Trumbull Van Alen                       | Chargé d’Affaires                            |
| 1851–1853 | Courtland Cushing                            | Chargé d’Affaires                            |
| 1853–1858 | Philo White                                  | Chargé d’Affaires, ab 1854 Minister Resident |
| 1858–1861 | Charles Rollin Buckalew                      | Minister Resident                            |
| 1861–1866 | Friedrich Hassaurek                          | Minister Resident                            |
| 1866–1867 | William Turner Coggeshall                    | Minister Resident, starb in Ecuador          |
| 1870–1874 | Edward Rumsey Wing                           | Minister Resident, starb in Ecuador          |
| 1875–1876 | Christian Friedrich Wilhelm Jurgen Wullweber | Minister Resident                            |
| 1892–1893 | Rowland Blennerhassett Mahany                |                                              |
| 1894      | Edward Henry Strobel                         |                                              |
| 1895–1897 | James Davidson Tillman                       |                                              |
| 1897–1905 | Archibald Johnson Sampson                    |                                              |
| 1905–1907 | Joseph Wilcox Jenkins Lee                    |                                              |
| 1907–1911 | Williams Carlton Fox                         |                                              |
| 1911–1912 | Evan Erastus Young                           |                                              |
| 1913      | Montgomery Schuyler Jr.                      |                                              |
| 1913–1922 | Charles Sampson Hartman                      |                                              |
| 1922–1929 | Gerhard Adolph Bading                        |                                              |
| 1930–1935 | William Dawson                               |                                              |
| 1935–1938 | Antonio Cornelius Gonzalez                   |                                              |
| 1938–1943 | Boaz Walton Long                             | ab 1942 Botschafter                          |
| 1943–1947 | Robert McGregor Scotten                      |                                              |
| 1947–1950 | John Farr Simmons                            |                                              |
| 1951–1953 | Paul Clement Daniels                         |                                              |
| 1954–1956 | Sheldon Tibbetts Mills                       |                                              |
| 1956–1960 | Christian Magelssen Ravndal                  |                                              |
| 1960–1965 | Maurice Marshall Bernbaum                    |                                              |
| 1965–1967 | Wymberley DeRenne Coerr                      |                                              |
| 1968–1970 | Edson Oliver Sessions                        |                                              |
| 1970–1973 | Findley Burns Jr.                            |                                              |
| 1973–1976 | Robert Charles Brewster                      |                                              |
| 1976–1978 | Richard Joseph Bloomfield                    |                                              |
| 1978–1982 | Raymond Emmanuel Gonzalez                    |                                              |
| 1982–1985 | Samuel Friedlander Hart                      |                                              |
| 1985–1988 | Fernando Enrique Rondon                      |                                              |
| 1988–1989 | Richard Newton Holwill                       |                                              |
| 1990–1992 | Paul C. Lambert                              |                                              |
| 1992–1993 | James F. Mack                                | Chargé d’Affaires                            |
| 1993–1996 | Peter F. Romero                              |                                              |
| 1996–1999 | Leslie M. Alexander                          |                                              |
| 1999–2001 | Gwen C. Clare                                |                                              |
| 2002–2005 | Kristie Anne Kenney                          |                                              |
| 2005–2008 | Linda Jewell                                 |                                              |
| 2008–2011 | Heather M. Hodges                            | Zur persona non grata erklärt                |
| 2012–2015 | Adam E. Namm                                 |                                              |
| 2016–2019 | Todd Crawford Chapman                        |                                              |
| 2019–     | Michael J. Fitzpatrick                       |                                              |